# Turbulencia

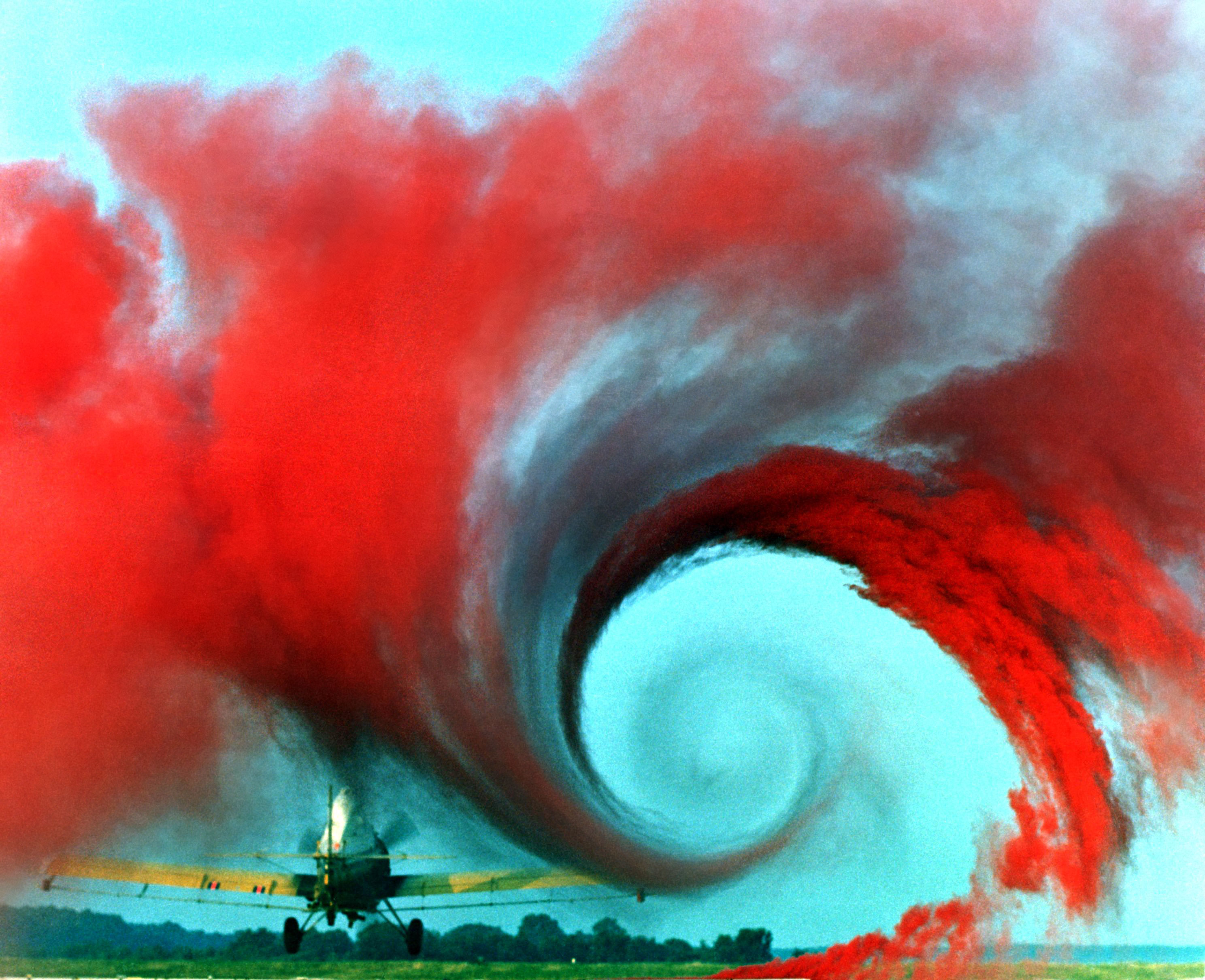
Turbulencia egy repülőgép szárnya közelében

A turbulencia vagy turbulens áramlás egy fontos fizikai fogalom az áramlástanban. A turbulens áramlás egy olyan áramlási tartomány, amikor az áramló közeg fizikai jellemzői (például a nyomás, a sebesség) gyorsan, kaotikusan változnak. Ellentéte a lamináris áramlás.

## Jellemző paramétere
A turbulenciának nincsen olyan elméleti pontos leírása, amely egyértelműen meghatározná, mikortól turbulens egy áramlás, azonban a Reynolds-szám mégis egy olyan mennyiség, melynek nagy értékeinél már biztosan elmondható, hogy egy áramlás turbulens. Ugyanakkor a kis Reynolds-számú áramlások biztosan lamináris áramlások. Példaként említhetjük a csőben zajló áramlásokat, melyeknél a 4000-es Reynolds-számú áramlások turbulensek, míg a 2300 Reynolds-szám alatti értékű áramlások laminárisak.
A Reynolds-szám egy dimenziómentes mennyiség amely az áramlás sebességének és egy jellemző hosszmennyiségnek (pl. csőátmérő) szorzatának és a folyadék viszkozitásának az aránya.

## Az örvények megjelenése
A turbulens áramlások egyik látványos megnyilvánulása az, hogy bennük örvények jelennek meg. Az örvények különböző méretűek lehetnek és egymással is kölcsönhatásban változnak. A turbulens mozgás energiájának nagy részét a nagy méretű örvény-alakzatok és áramlási egységek hordozzák. Az energia azonban továbbadódik az egyre kisebb méretű örvényeknek s így az örvényeknek egy hierarchiája van jelen a turbulens áramlásban. Mindennek matematikai leírását a Kolmogorov-féle skálatörvény adja.